# Epifanio Martínez
Epifanio Martínez fue un periodista argentino del siglo XIX, activo en la política de su país e involucrado en sus luchas civiles.

## Biografía
Epifanio Martínez nació en la ciudad de Buenos Aires y tras cursar allí sus primeros estudios ingresó a la Universidad de Buenos Aires en 1855.

### Periodista
Empezó su carrera periodística con el seudónimo El Demócrata en el periódico La Tribuna de los hermanos Héctor, Rufino, Luis y Mariano Adrián Varela. 
En 1857, con Tomás Oliver, Ángel Plaza Montero y Lucio V. Mansilla, redactó el periódico La Nueva Generación, patrocinado por la Universidad, presentado como un semanario "escolástico semi-serio", desde el que se atacaba al presidente Santiago Derqui, al general Justo José de Urquiza y a los conservadores ("pelucones") que lo apoyaban.
Regresará a las letras durante y después de la guerra, como cuando fundó el periódico Amigo del Pueblo, hacia 1864. De nuevo contribuyó como redactor con Oliver en La Palabra de Mayo, medio que desató una dura campaña contra Mitre hasta que, descubierta una conspiración, fue deportado a Montevideo junto con Oliver, el coronel Joaquín Montaña, el poeta Carlos Guido y Spano y Agustín de Vedia entre otros.
Fundará varios periódicos más.

### Militar
Al reiniciarse la Guerra entre la Confederación Argentina y el Estado de Buenos Aires, Martínez se alistó en el Batallón N° 2 de línea y combatió en la batalla de Cepeda (1859).
Opuesto a la conciliación con los restos del partido federal abogó por la reorganización del partido unitario. Se opuso en un principio a la política de Bartolomé Mitre y de Domingo Faustino Sarmiento, a quien mencionó en carta a Mitre de 1862 cuando advirtió: 
"Aquí tengo unos Epifanio Martínez en la prensa (...) echando plantas de puritanos incorregibles".
Al estallar la Guerra del Paraguay se alistó en la Guardia Nacional y luchó en la batalla de Yatay y en el sitio de Uruguayana.
Finalizada la guerra, regresó a la actividad periodística, mantuvo el Amigo del Pueblo hasta 1867.
Al fin, ocupó diversos cargos públicos y adhirió a la política nacionalista de Mitre.